# 조 막달레나
조 막달레나(趙瑪大肋納, 1806년 - 1839년 10월)는 조선의 천주교 박해 때에 순교한 한국 천주교의 103위 성인 중에 한 사람이다. 세례명은 막달레나(Magdalena)이다.
조 막달레나는 어머니 이 카타리나와 함께 체포되어 같이 수감되어 있다가 한날한시에 예수 곁으로 갔다. 그들은 생전에 여러 해를 가난하게 살았지만, 하느님은 그들에게 천국의 영원한 부를 주었다

## 생애
조 막달레나의 어머니 이 가타리나는 시골에서 교리를 잘 알지 못하는 천주교 신자 부모 밑에서 태어나서, 14세에 조(趙)씨 성을 가진 한 남성과 결혼했다. 이후 그녀는 남편이 개종하는데 큰 역할을 하였다. 그녀는 하느님에 대한 사랑으로 3남매를 낳아 기르며 가르쳤다.
그들 중 조 막달레나가 천주교에 가장 열심이었다. 그녀는 매일 아침 일찍 일어나서 기도하고는 어머니의 삯바느질을 도왔다. 조 막달레나가 18세가 되자, 어머니 이 가타리나는 그녀를 한 교우에게 시집보내려 했지만, 조 막달레나는 어머니에게 처녀로 살기를 원한다고 말했다. 이 가타리나는 딸의 결심을 이해할 만큼 독실했지만, 이교도들이 딸을 의심할까봐 염려스러웠다. 왜냐하면, 만일 자신이 순교하면, 딸이 홀로 남겨질 것이기 때문이었다. 그래서 그녀는 딸이 결혼하도록 설득했지만, 허사였다. 조 막달레나는 그리스도를 위하여 처녀로 살기를 고집했다.
조 막달레나는 가족의 성가신 요구와 사람들의 의심을 피해 한양으로 올라왔고, 한 천주교 집안의 하녀가 되었다. 그러나 그녀는 과로와 영양실조로 병이 들었다. 그녀는 병이 완쾌되고, 좀 더 편한 곳으로 이사했다. 그녀는 조금이나마 돈을 벌어 그녀의 어머니한테 보냈다.
조 막달레나는 서른이 넘어 고향으로 돌아왔는데, 더 이상 자신에게 시집가라 말하는 사람이 없을거라 생각했기 때문이었다. 그녀는 문맹의 예비 신자를 가르치며, 병자들을 돌보며 죽을 위험에 처한 이교도 집안의 자녀들에게 세례를 베풀었다. 그녀는 언제나 사심없이 쉬운 일들은 다른 사람들에게 맡기고 스스로 어려운 일들을 도맡아서 했다.
1838년 고을에서 사사로운 박해가 일어나자, 이 가타리나는 딸과 함께 박해를 피해 한양으로 올라왔다. 앵베르 주교는 그들의 소식을 듣고, 그들이 머물 수 있도록 이영덕 막달레나와 이인덕 마리아 자매 교우의 집을 소개해 주었다. 그러나, 그들의 평화로운 일상은 잠시 뿐이었다. 1839년 기해년의 박해로 인해 천주교인들에게 한양은 시골 지역보다 더 위험했다. 하지만, 그들은 용감하게 박해에 맞서기로 결심했다.
어느날 여성 교우 몇 명이 그 집에 모여서 포도청으로부터 수배되어 있는 앵베르 주교에 대해서 말했다. 막달레나는 그들에게 만일 앵베르 주교가 체포된다면 함께 자수할 것을 제안했고, 모두 동의하였다. 하지만, 그 신심 깊은 여성들에게는 자수할 때가 찾아오지 않았다. 그들 중 다섯 명은 약 한 달 후인 1839년 6월말에서 7월초 쯤에 포도대에게 체포되었다. 그때 이 가타리나의 나이 57세였고 조 막달레나는 33세였다.
물론 그들은 배교하라는 포장의 요구에 굴복하지 않았고, 극심한 고문을 견뎠다. 그들은 계속되는 가혹한 형벌과 고문으로 쇠약해진 상태에서 장티푸스에 걸려 감옥에서 수 주 동안을 몹시 앓았다. 그들은 순교자가 되기를 원했지만, 1839년 9월 말에서 10월 초 쯤에 감옥에서 병으로 세상을 떠났다. 그들은 수일 간격으로 하느님을 찬미하며 숨을 거두었다.

## 시복 · 시성
이 카타리나와 조 막달레나 모녀는 1925년 7월 5일에 성 베드로 광장에서 교황 비오 11세가 집전한 79위 시복식을 통해 복자 품에 올랐고, 1984년 5월 6일에 서울특별시 여의도에서 한국 천주교 창립 200주년을 기념하여 방한한 교황 요한 바오로 2세가 집전한 미사 중에 이뤄진 103위 시성식을 통해 성인 품에 올랐다.

## 참고 문헌
- 가톨릭 사전: 조 막달레나
- Catholic Bishop's Conference Of Korea. 103 Martryr Saints: 조 막달레나 Magdalena Cho 보관됨 2015-11-17 - 웨이백 머신